# Гент (Кентуккі)
Гент (англ. Ghent) — місто (англ. city) в США, в окрузі Керролл штату Кентуккі. Населення — 363 особи (2020).

## Географія
Гент розташований за координатами 38°43′59″ пн. ш. 85°3′45″ зх. д. / 38.73306° пн. ш. 85.06250° зх. д. (38.733145, -85.062480).  За даними Бюро перепису населення США в 2010 році місто мало площу 1,86 км², з яких 1,85 км² — суходіл та 0,00 км² — водойми.

## Демографія
Згідно з переписом 2010 року, у місті мешкали 323 особи в 129 домогосподарствах у складі 83 родин. Густота населення становила 174 особи/км².  Було 166 помешкань (89/км²).
Расовий склад населення:
| - 89,2 % — білих - 2,5 % — азіатів - 1,5 % — чорних або афроамериканців - 0,3 % — корінних американців - 2,8 % — осіб інших рас |

До двох чи більше рас належало 3,7 %. Частка іспаномовних становила 3,4 % від усіх жителів.
За віковим діапазоном населення розподілялося таким чином: 25,4 % — особи молодші 18 років, 62,2 % — особи у віці 18—64 років, 12,4 % — особи у віці 65 років та старші. Медіана віку мешканця становила 36,6 року. На 100 осіб жіночої статі у місті припадало 108,4 чоловіків;  на 100 жінок у віці від 18 років та старших — 109,6 чоловіків також старших 18 років.
Середній дохід на одне домашнє господарство  становив 53 806 доларів США (медіана — 48 409), а середній дохід на одну сім'ю — 58 517 доларів (медіана — 44 688). Медіана доходів становила 34 750 доларів для чоловіків та 31 667 доларів для жінок. За межею бідності перебувало 22,4 % осіб, у тому числі 25,8 % дітей у віці до 18 років та 9,7 % осіб у віці 65 років та старших.
Цивільне працевлаштоване населення становило 216 осіб. Основні галузі зайнятості: роздрібна торгівля — 20,4 %, мистецтво, розваги та відпочинок — 19,4 %, науковці, спеціалісти, менеджери — 12,0 %, освіта, охорона здоров'я та соціальна допомога — 11,6 %.